# T-Street Productions
T-Street — американская кино- и телекомпания во главе с Райаном Джонсоном и Рэмом Бергманом. Под своим подразделением T-Street Productions компания выпустила полнометражный фильм «Достать ножи».

## История
В сентябре 2019 года Райан Джонсон и продюсер Рэм Бергман основали T-Street, предпринимательскую компанию, которая будет генерировать оригинальный контент для фильмов и телешоу. Предприятие полностью капитализировано глобальной медиа-компанией Valence Media. T-Street запустила с первого взгляда на сделку с Valence Media Rights Capital для кино- и телевизионных проектов. Valence Media владеет значительной миноритарной долей в компании. Джонсон и Бергман намерены создавать свои собственные оригинальные творения через компанию и производить другие.
25 октября 2019 года Нена Родриге была назначена президентом телевидения T-Street. Родриге будет иметь творческий надзор за всеми телевизионными проектами для студии. Совсем недавно она занимала должность исполнительного вице-президента по программированию и производству BBC America, курируя оригинальные сценарии в сети после ее приобретения AMC Networks.
14 ноября 2019 года было объявлено, что Кири Харт, Стивен Федер и Бен Леклер были назначены продюсерами на T-Street. Совсем недавно Харт занимал должность старшего вице-президента Lucasfilm по разработке с 2012 по 2018 год. Совсем недавно Федер занимал должность вице-президента по разработке фильмов в Lucasfilm, подотчётный Харту. Совсем недавно Леклер заключил контракт с Blumhouse Television, а в 2018 году был номинирован премию «Независимый дух» на премию Piaget Producers Award. Леопольд Хьюз и Никос Карамигиос также были назначены продюсерами в T-Street.

## Фильмография

### Фильмы
| Год  | Название                            | Режиссёр        | Бюджет   | Кассовые сборы |
| ---- | ----------------------------------- | --------------- | -------- | -------------- |
| 2019 | «Достать ножи»                      | Райан Джонсон   | $40 млн. | $311.4 млн.    |
| 2022 | «Достать ножи: Стеклянная луковица» | Райан Джонсон   | $40 млн. |                |
| 2023 | «Честная игра»                      | Хлоя Домон      |          |                |
| 2023 | «Американское чтиво»                | Корд Джефферсон |          |                |
| 2024 | «Закусочная»                        | Адам Ремайер    |          |                |
| TBA  | Достать ножи 3                      | Райан Джонсон   |          |                |
| TBA  | «Спутник»                           | TBA             |          |                |
| TBA  | Безымянный фильм Джина Келли        | TBA             |          |                |

### Телесериалы
| Год  | Название                           | Создатель(и)                            | Совместное производство                                           | Примечания | Канал   |
| ---- | ---------------------------------- | --------------------------------------- | ----------------------------------------------------------------- | ---------- | ------- |
| 2023 | «Покерфейс»                        | Райан Джонсон                           | MRC Television                                                    |            | Peacock |
| 2024 | «Задача трёх тел»                  | Дэвид Бениофф Д. Б. Уайсс Александер Ву | BLB The Three Body Universe Plan B Entertainment Primitive Streak |            | Netflix |
| TBA  | «A Cool Breeze on the Underground» | Кори Финли                              | MRC Television                                                    |            |         |

## Награды и номинации
- Номинация на премию «Золотой глобус» за лучший фильм комедия или мюзикл («Достать ножи»)[15]